# Stisse Åberg
Stig-Göran (Stisse) Åberg, född 21 februari 1959, är en svensk sportjournalist. Han är reporter på den gemensamma sportredaktionen för de två största tidningarna i Gävle, Gefle Dagblad och Arbetarbladet.
År 2011 utsågs Åberg till årets fotbollskrönikör av fotbollsmagasinet Four Four Two.